# Grenadier-Regiment „König Wilhelm I.“ (2. Westpreußisches) Nr. 7
Das Grenadier-Regiment „König Wilhelm I.“ (2. Westpreußisches) Nr. 7 war ein Infanterieverband der Preußischen Armee.

## Geschichte
Das Regiment wurde durch Kabinettsorder vom 23. August 1797 zum 1. Oktober 1797 (Stiftungstag) gegründet und hatte damals Standorte in Bartenstein, Schippenbeil, Friedland, und Preußisch Eylau. Mit einer kurzen Unterbrechung war der Verband von 1820 bis 1852 der 9. Infanterie-Brigade unterstellt. Anschließend kam sie in den Verbund der 18. Infanterie-Brigade. 1855/59 war sie der 19. Infanterie-Brigade unterstellt und wurde dann wieder der 18. Infanterie-Brigade zugeordnet.
Die Uniformen waren rot mit gelber Regimentsnummer.
Es nahm 1807 am Gefecht bei Christburg und an der Verteidigung von Danzig gegen das Erste Kaiserreich sowie 1812 am Gefecht von Olai gegen das Russische Kaiserreich teil. In den Jahren 1813 bis 1815 kämpfte das Regiment in mehreren Schlachten gegen das Erste Kaiserreich unter Napoleon Bonaparte und danach in Posen (1848), gegen das Kaisertum Österreich im Deutschen Krieg (1866) sowie im Deutsch-Französischen Krieg gegen das Zweite Kaiserreich.

### Erster Weltkrieg
Am 7. August 1914 wurde das Regiment in den Ersten Weltkrieg unter der 18. Infanterie-Brigade, der 9. Infanterie-Division, dem V. Armee-Korps im Großverband der 5. Armee eingegliedert.

### Verbleib
Nach dem Waffenstillstand von Compiègne kehrte das Regiment in die Garnison nach Liegnitz zurück, wo der Verband ab dem 19. Dezember 1918 demobilisiert wurde. Aus Teilen bildete sich das Freiwilligen-Grenadier-Regiment 7 („Blücher“) mit zwei Bataillonen sowie einer MG- und MW-Kompanie. Das Freikorps gehörte zum Freiwilligen-Korps „Schlesien“ und kam zunächst bei Oels, ab März 1919 im Grenzschutzabschnitt Neiße zum Einsatz. Mit der Bildung der Vorläufigen Reichswehr wurden die Truppen in das Reichswehr-Schützen-Regiment 57 eingegliedert.
Die Tradition übernahm in der Reichswehr durch Erlass des Chefs der Heeresleitung General der Infanterie Hans von Seeckt vom 24. August 1921 die in Liegnitz stationierte 7. und 8. Kompanie des 8. (Preußisches) Infanterie-Regiments.

## Regimentschef
Zum ersten Regimentschef ernannte König Friedrich Wilhelm II. am 12. September 1797 den Generalleutnant und späteren Generalfeldmarschall Wilhelm René de l’Homme de Courbière. Nach dessen Tod erhielt der damalige Oberst und spätere deutsche Kaiser Wilhelm I. am 6. Juni 1817 diese hohe Stellung.

## Kommandeure
| Dienstgrad            | Name                                       | Datum                                                              |
| --------------------- | ------------------------------------------ | ------------------------------------------------------------------ |
| Major/Oberstleutnant  | David von Neumann                          | 17. September 1797 bis 11. September 1802                          |
| Oberstleutnant/Oberst | August Heinrich von Schmettau              | 30. September 1802 bis 21. Januar 1808                             |
| Oberst                | Friedrich Wilhelm Bülow von Dennewitz      | 22. Januar bis August 1808                                         |
| Oberstleutnant/Oberst | Georg Dubislav Ludwig von Pirch            | 04. September 1809 bis 7. März 1813                                |
| Major/Oberstleutnant  | Friedrich Wilhelm Karl Franz von Anhalt    | 08. März bis 6. Dezember 1813 (mit der Führung beauftragt)         |
| Oberstleutnant/Oberst | Florian von Seydlitz                       | 14. Dezember 1813 bis 28. März 1821                                |
| Oberstleutnant        | Franz von Steinäcker                       | 29. März 1821 bis 10. September 1822                               |
| Oberstleutnant/Oberst | Emanuel Joseph Sigismund von Borwitz       | 30. Oktober 1822 bis 26. März 1831                                 |
| Oberstleutnant/Oberst | August Ferdinand von Arnauld de la Perière | 11. Dezember 1830 bis 9. Februar 1831 (mit der Führung beauftragt) |
| Oberst                | August Ferdinand von Arnauld de la Perière | 10. Februar 1831 bis 29. März 1837                                 |
| Oberstleutnant        | Michael Friedrich Kowalzig                 | 30. März 1837 bis 13. Januar 1838 (mit der Führung beauftragt)     |
| Oberstleutnant/Oberst | Michael Friedrich Kowalzig                 | 14. Januar 1838 bis 24. März 1841                                  |
| Oberstleutnant        | Wilhelm von Schuckmann                     | 25. März bis 11. September 1841 (mit der Führung beauftragt)       |
| Oberstleutnant/Oberst | Wilhelm von Schuckmann                     | 12. September 1841 bis 15. Juni 1846                               |
| Oberstleutnant        | Karl von Kropff                            | 16. Juni bis 24. September 1846 (mit der Führung beauftragt)       |
| Oberstleutnant/Oberst | Karl von Kropff                            | 25. September 1846 bis 2. August 1848                              |
| Oberstleutnant/Oberst | Karl Maximilian von Mauschwitz             | 03. August 1848 bis 16. Februar 1853                               |
| Oberstleutnant/Oberst | Karl von Plonski                           | 17. Februar 1853 bis 3. April 1857                                 |
| Oberstleutnant/Oberst | Wilhelm vom Sommerfeld                     | 04. April 1857 bis 30. Mai 1859                                    |
| Oberst                | Robert von Frankenberg und Ludwigsdorf     | 31. Mai 1859 bis 16. Dezember 1863                                 |
| Oberstleutnant/Oberst | Fedor von Rekowski                         | 17. Dezember 1863 bis 13. August 1865                              |
| Oberstleutnant/Oberst | William von Voigts-Rhetz                   | 14. August 1865 bis 13. Juli 1870                                  |
| Oberstleutnant/Oberst | Julius von Koethen                         | 14. Juli 1870 bis 8. Mai 1871                                      |
| Oberstleutnant        | Rudolf von Bercken                         | 09. Mai bis 2. Juni 1871 (mit der Führung beauftragt)              |
| Oberstleutnant/Oberst | Rudolf von Bercken                         | 03. Juni 1871 bis 10. März 1876                                    |
| Oberstleutnant/Oberst | Wilhelm von Schlieffen                     | 11. März 1876 bis 14. Dezember 1881                                |
| Oberst                | Fritz Malotki von Trzebiatowski            | 15. Dezember 1881 bis 6. Dezember 1886                             |
| Oberstleutnant        | Maximilian von Buch                        | 07. Dezember 1886 bis 14. Januar 1887 (mit der Führung beauftragt) |
| Oberst                | Maximilian von Buch                        | 15. Januar 1887 bis 23. März 1890                                  |
| Oberst                | Raimund von Caprivi                        | 24. März 1890 bis 24. März 1893                                    |
| Oberst                | Otto von Liebermann                        | 25. März 1893 bis 17. Oktober 1896                                 |
| Oberst                | Otto von Lüdinghausen genannt Wolff        | 18. Oktober 1896 bis 15. November 1899                             |
| Oberst                | Eugen von der Osten                        | 16. November 1899 bis 26. Januar 1902                              |
| Oberst                | Georg von Lüttwitz                         | 27. Januar 1902 bis 18. Dezember 1905                              |
| Oberst                | Erwin von Kleist                           | 19. Dezember 105 bis 21. März 1910                                 |
| Oberst                | Siegfried von der Borch                    | 22. März 1910 bis 21. März 1912                                    |
| Oberst                | Bodo von Unruh                             | 22. März 1912 bis 13. Juni 1914                                    |
| Oberst                | Gustav von Waldersee                       | 14. Juni bis 6. August 1914                                        |
| Major                 | Oskar von Preußen                          | 07. August bis 5. Oktober 1914                                     |
| Oberstleutnant        | Friedrich von Raumer                       | 05. Oktober 1914 bis 20. Dezember 1917                             |
| Major                 | Friedrich von Amann                        | 21. Dezember 1917 bis 17. Dezember 1918                            |